# Zon Moe Aung
Zon Moe Aung (birmanisch ဇြန္မိုးေအာင္; * 8. Juli 1993) ist ein myanmarischer Fußballspieler.

## Karriere
Zon Moe Aung stand von 2017 bis 2018 bei Yangon United. Der Verein aus Rangun spielte in der ersten Liga, der Myanmar National League. 2017 feierte er mit dem Verein die myanmarische Vizemeisterschaft. Ein Jahr später wurde er mit Yangon Meister des Landes. Nach zwei Spielzeiten und 16 Ligaspielen wechselte er 2019 zum ebenfalls in der ersten Liga spielenden Zwekapin United. Für den Verein aus Hpa-an bestritt er 17 Ligaspiele. Nach einer Saison schloss er sich im Dezember 2019 dem Erstligisten Sagaing United an. Für Sagaing bestritt er sieben Ligaspiele. 2022 war er vertrags- und vereinslos. Im Januar 2023 zog es ihn nach Thailand, wo er in Samut Prakan einen Vertrag bis Saisonende beim Zweitligisten Samut Prakan City FC unterschrieb. Hier kam er jedoch nicht zum Einsatz. Im Sommer 2023 wurde sein Vertrag nicht verlängert.

## Erfolge
Yangon United
- Myanmarischer Meister: 2018
- Myanmarischer Vizemeister: 2017